# Cécile Lauru
Cécile Louise Henriette Lauru, auch Cäcilie Lauru, verh. Paleolog (* 29. Juli 1881 in Nantes; † 5. März 1959 in Paris), war eine französische Cellistin und Komponistin.

## Leben

### Kindheit & Ausbildung in Frankreich
Cécile Lauru wurde als Tochter von Henri Pierre François Lauru, einem Leiter der Straßenbaubehörde, und Jenny Suzanne Louise Ducasse geboren. Das protestantische und musikalische Elternhaus förderte die musikalische Ausbildung von Cécile Lauru und ihren Geschwistern sehr früh, sie erhielt Unterricht auf dem Klavier und der Orgel, später auch auf der Violine, wechselte aber nach kurzer Zeit zum Cello.
Nachdem die Familie 1899 nach Paris gezogen war, studierte Lauru ab 1901 Orgel am Conservatoire National bei Alexandre Guilmant und nahm Unterricht in Komposition und Kontrapunkt bei Charles Tournemire an der neu gegründeten Schola Cantorum. Sie fand als Komponistin schnell Anerkennung und wurde 1906 von der Société des compositeurs de musique als Mitglied aufgenommen. Zu dieser Zeit gehörten u. a. auch Mel Bonis und Augusta Holmès der Société an. Die Société unterstützte sie dabei, einige ihrer Kompositionen zu veröffentlichen.

### Am deutschen Kaiserhof – Berlin/Potsdam (1903 bis 1914)
1903 erhielt Lauru eine Anstellung als Französisch-Lehrerin und Erzieherin bei der Prinzessin Viktoria Luise von Preußen, der Tochter von Kaiser Wilhelm II. Bis 1913 hatte sie am deutschen Kaiserhof in Berlin und Potsdam das Privileg, ihre eigenen Werke aufführen und zu Gehör bringen zu können. Ihre künstlerische Zusammenarbeit mit Prinzessin Feodora von Schleswig-Holstein-Sonderburg-Augustenburg, der jüngeren Schwester der Kaiserin Auguste Viktoria, mündete in der Veröffentlichung mehrerer Lieder. Im Frühjahr 1908 reiste Lauru einige Wochen nach Paris, um dort Kontakte mit der Société des compositeurs féminins zu knüpfen, wo sie auch Mitglied wurde. Sie kehrte wieder an den kaiserlichen Hof in Berlin und Potsdam zurück, wo ihre Anstellung 1909, nach der Konfirmation von Prinzessin Viktoria-Louise, offiziell beendet wurde. Die Kaiserin und Tochter baten sie jedoch, weiterhin zur Verfügung zu stehen, und Lauru entschied sich dazu, nach Berlin zu ziehen. 1909 gründete Lauru mit Zustimmung der französischen Behörden und breiter privater Unterstützung ein Internat für junge Französinnen, die in Berlin studieren, arbeiten oder die deutsche Sprache lernen wollten. Das Internat befand sich in der Nürnberger Straße 69 und war mit mehreren Wohnungen, einer Bibliothek und einer Küche ausgestattet. Der Erste Weltkrieg stoppte die Zukunft dieser Einrichtung jedoch abrupt und zwang Lauru, Deutschland im Herbst 1914 zu verlassen.

### 1914 – Zurück in Frankreich
1914 heiratete sie den rumänischen Intellektuellen und Bankier Vasile Georgescu Paleolog (1890–1979), den sie über ihre Schwester in Paris kennengelernt hatte. Paleolog nahm im Rahmen der rumänischen Militärmissionen in Frankreich und Italien am Ersten Weltkrieg teil. Das Paar lebte bis 1922 in Paris – mit einigen Unterbrechungen auch in Italien – und stand in Kontakt mit den Künstlerateliers in Montparnasse. Lauru freundete sich insbesondere mit Constantin Brâncuși und Erik Satie an.

### In Rumänien (1923 bis 1930)
Da Vasile Georgescu Paleolog Grundbesitz geerbt hatte, zog das Paar 1923 nach Rumänien. Musikalisch brachte dieser Umzug für Lauru neue Eindrücke. Mit musikethnologischem Interesse studierte sie die orthodoxen Kirchengesänge; der Einfluss der folkloristischen Motive und Rhythmen der Karpaten bereicherten und belebten ihre eigenen Kompositionen. Lauru komponierte mehrere Trios, darunter La foire de Tismana op. 53, eine Sonate für Violine und Klavier op. 40 sowie die Sinfonische Dichtung Dimanche des Rameaux au monastère de Cozia op. 54, die die modalen Systeme, Rhythmen und Kadenzen der traditionellen rumänischen Musik einbezogen. Hierzu studierte sie auch Tonaufnahmen, die Béla Bartók von rumänischen Volksliedern angefertigt hatte. Schon allein aufgrund dieses Aspekts kann das Werk von Lauru als neuartig in der französischen Musiklandschaft angesehen werden. Lauru hielt darüber hinaus öffentliche Vorträge, teils auch gemeinsam mit ihrem Mann, über rumänische Musik, aber auch über Erik Satie, Claude Debussy und die moderne französische Musik und nutzte jede Gelegenheit, ihre Kompositionen aufzuführen. Ihren Söhnen brachte sie jeweils das Cello-, Geigen- und Klavierspiel bei, sodass sie als Trio auftreten konnten.

### Wieder in Berlin (1930 bis 1940)
Um den Söhnen Tretie (* 1916 in Rom), Preda (* 1917 in Paris) und Dyspre (* 1921 in Blevio), eine gute Schulbildung zu ermöglichen, zog die Familie 1930 nach Berlin, wo die Söhne das Französische Gymnasium, später die Technische Hochschule in Charlottenburg (heute TU Berlin) besuchten. Außerdem konnte Lauru an ihr bestehendes Netzwerk in Berlin anknüpfen. Sie erteilte Privatunterricht in Französisch, wurde von Kammermusikgruppen eingeladen und sogar gebeten, die Orgel der Französischen Friedrichstadtkirche (auf dem Gendarmenmarkt) zu bespielen. Auch nach der Machtergreifung Hitlers 1933 blieb die Familie in Berlin.  Lauru registrierte, wie viele ihrer Freunde nach Frankreich oder in die USA flohen, wie z. B. Albert Einstein, mit dem sie früher einige Trios im Salon der Villa Oppenheim in Wannsee gespielt hatte. 1939/40 erhielten Laurus Söhne ihr Abschlusszeugnis des Ingenieurstudiums an der Technischen Hochschule. Aufgrund eines regimekritischen Witzes, den ihre Söhne an der Hochschule äußerten, wurde 1940 ein Abschiebungsdokument ausgestellt, woraufhin die Familie nach Bukarest emigrierte.

### In Bukarest (1941 bis 1959)
Zwar existierte in Bukarest eine sehr frankophile rumänische Musikszene, doch ans Komponieren war in diesen Zeiten nicht zu denken. Die Söhne wurden schon bald an die Front geschickt, sie kehrten 1944 zurück, im selben Jahr wurde Bukarest von der Sowjetunion besetzt. Vasile Georgescu Paleolog wurde vorübergehend interniert und verlor aufgrund der Verstaatlichungen seinen Grundbesitz, auch Immobilien der Familie wurden enteignet. 1946 floh der jüngste Sohn aus dem Land. Als gebürtige Französin und Angehörige der Bourgeoisie war Lauru in Zeiten des Eisernen Vorhangs Schikanen ausgesetzt. Zuflucht suchte sie in befreundeten musikalischen Kreisen, in denen Kammermusik aufgeführt wurde, u. a. stand sie in Kontakt mit der Pianistin Cella Delavrancea Lahovary. 1959 gelang es Lauru, ein Visum für Frankreich zu erhalten. Drei Tage nach ihrer Ankunft in Paris starb sie im Alter von 77 Jahren im Marmottan-Krankenhaus, nachdem sie auf der Avenue des Champs Élysées einen Verkehrsunfall erlitten hatte.

## Wiederentdeckung
Viele Werke von Cécile Lauru sind bis heute unveröffentlicht. Ihr Enkel André Paléologue setzt sich für die Wiederentdeckung und Rezeption der Komponistin ein. Anhand ihrer Lebenserinnerungen, die sich als Manuskript in Bukarest befinden und die auch kulturhistorisch bedeutsam sind, sowie anderen Zeugnissen wie z. B. Programmzetteln hat André Paléologue 2020 eine biografische Studie vorgelegt.

## Kompositionen

### Veröffentlichte Editionen
- Communion (poésie de Léonce Depont), Éd. F. Durdilly, Paris, 1901 (OCLC 843550143).
- Drossellied (von F. Hugin) für eine Singstimme mit Begleitung des Pianoforte, Leipzig, Cologne, Berlin, Ed. N. Simrock, 1906. [op. 6]
- Zwei Lieder (von F. Hugin) für eine Singstimme mit Begleitung des Pianoforte, Leipzig, Cologne, Berlin, Ed. N. Simrock, 1906. [op. 5]
- Nouveau-nés. Berceuse (poésie de A. Daudet), Éd. F. Durdilly, Paris, 1906 (?).
- Impressions brèves. Neuf mélodies pour une voix avec accompagnement de piano (poésies de Sully Prudhomme, Ronsard, A. Dorchain, Leconte de Lisle et Conrad F. Mayer), Éd. F. Durdilly, Paris, 1907 (OCLC 843550147).
- La douleur (poésie de Ch. Guérin), Éd. Hayet, Paris, 1908 (OCLC 843550145).